# Denise Mützenberg
Ne doit pas être confondu avec Willi Münzenberg.
Denise Mützenberg, née à Yverdon-les-Bains le 3 septembre 1942, est une poétesse, écrivaine, enseignante et éditrice suisse vivant au Grand-Saconnex.

## Biographie
Son père est le rédacteur du journal socialiste Coude à coude et sa sœur jumelle, la poétesse Claire Krähenbühl. Denise Mützenberg dessine et écrit dès son plus jeune âge. De 1958 à 1961, elle fréquente l'école normale de Lausanne où elle côtoie le poète Jean-Pierre Schlunegger, et travaille ensuite comme institutrice à Lignerolle. En 1964, elle épouse Gabriel Mützenberg, historien et journaliste culturel à Genève et spécialiste des littératures rétho-romanes. Durant une vingtaine d'années, elle dirige avec lui la revue Certitudes. En 1992, elle crée Samizdat (mot qui signifie auto-édition en russe), une maison d'édition consacrée à la poésie, avec un accent mis sur des publications bilingues.
Bien qu'elle reçoive une cinquantaine de manuscrits par an, elle n'en édite qu'une petite dizaine annuellement. Julien Burri, Silvia Härri, Sibylle Monney, Giorgio Orelli et Sylvain Thévoz sont quelques-uns des poètes et poétesses publiés.
Denise Mützenberg écrit elle-même de la poésie — À la lisière des bois (1978), Feu d'ortie (1983) — et des nouvelles — Tous les nuages brûlent (1975), La mort sous le noyer (1989). Pour son livre Le Piège du miroir ou le livre des jumelles (2002), Denise Mützenberg a travaillé en collaboration avec sa sœur Claire Krähenbühl sur le thème des jumelles : « ensemble elles ont créé un livre écrit en miroir, un miroir éclaté, composé de fragments alternés qui se répondent, se contredisent, se repoussent et s'attirent comme des aimants ».
En 2005, paraît aux Éditions de l'Aire Comme chant sur braise, poèmes 1977-1992, puis en 2012, Pour Gabriel, aux éditions Le Cadratin. L'ouvrage est sélectionné pour l'attribution du Prix Lettres Frontières 2013-2014. Il est suivi en 2015 de Arué, une anthologie bilingue de la poésie valladra, le dialecte romanche parlé dans la Basse-Engadine et le Val Müstair, aux Grisons.  
Denise Mützenberg est membre de l'association Autrices et Auteurs de Suisse (AdS). 

## Œuvres
- 2015 : Aruè, poesia Valladra, Poésie romanche de Basse-Engadine et du Val Müstair, Éditions Samizdat[6]
- 2012 : Pour Gabriel. Vevey, Le Cadratin.
- 2005 : Comme chant sur braise : poèmes 1977-1992. Vevey, Éditions de l'Aire.
- 2003 : Fugato, avec Claire Krähenbühl. Recueil à trois voix avec le poète lusitanien Luiz-Manuel, dans une édition trilingue (traduction portugaise et italienne). Genève, Samizdat.
- 2003 : Poèmes du seuil, avec Gabriel Mützenberg et Denyse Sergy. Genève, Samizdat.
- 2002 : Le Piège du miroir ou Le livre des jumelles,avec Claire Krähenbühl. Vevey, L'Aire : réédition revue et corrigée sous le titre Le livre des jumelles ou le piège du miroir, Éditions de l'Aire, 2019
- 1992 : Dschember Schamblin, recueil bilingue, romanche / français. Genève, Samizdat.
- 1989 : La mort sous le noyer. Nouvelles. Genève, Eliane Vernay.
- 1983 : Feu d’ortie. Poèmes. Genève, Eliane Vernay.
- 1978 : À la lisière des voix. Poèmes. Genève, Eliane Vernay.
- 1975 : Tous les nuages brûlent. Nouvelles. Vevey, Éditions de l'Aire.

## Sources
- « Denise Mützenberg », sur la base de données des personnalités vaudoises sur la plateforme « Patrinum » de la Bibliothèque cantonale et universitaire de Lausanne.
- Anne-Lise Delacrétaz, Daniel Maggetti, Ecrivaines et écrivains d'aujourd'hui, p. 281-282
- Denise Mützenberg sur viceversalitterature.ch
- A D S - Autorinnen und Autoren der Schweiz - Autrices et Auteurs de Suisse - Autrici ed Autori della Svizzera